# ビッチ・アイム・マドンナ
「ビッチ・アイム・マドンナ」 (Bitch I'm Madonna) は、マドンナの楽曲。13枚目のスタジオ・アルバム『レベル・ハート』からの3枚目のシングル・カット。

## 解説
フィーチャリング・アーティストとしてニッキー・ミナージュが参加、2012年のシングル「ギヴ・ミー・オール・ユア・ラヴィン」以来となる。
2014年7月にはプロデューサーのディプロがマドンナと制作作業に入ったことを明かした際、本曲の存在も公開しており、「僕たちが書いた中でクールな曲の一つ」としていた。2014年12月にはデモのリーク騒動を受けて、先行配信された。その後、アルバム発売後の6月に第三弾シングルとして改めてリリースされた。
2015年4月にはプロモーションの為、『ザ・トゥナイト・ショー・ウィズ・ジミー・ファロン』に出演し、本曲を披露、ディプロも一緒に出演した。
米ビルボードのダンス・クラブ・チャートでは自身通算46作目の1位を獲得。

## ミュージック・ビデオ
ミュージック・ビデオは同年6月17日にストリーミングサービスTidal上で24時間先行でプレミア公開され、その後マドンナ自身のVEVOチャンネルで公開された。ミュージック・ビデオには様々なアーティストやセレブリティが特別出演を果たし、大きな話題を呼んだ。以下は主な出演者である。
- ニッキー・ミナージュ（本曲のフィーチャリング・アーティスト）
- ディプロ（本曲の共同プロデューサー及び共同ソングライター）
- ビヨンセ
- ケイティ・ペリー
- マイリー・サイラス
- リタ・オラ
- カニエ・ウェスト
- アレキサンダー・ワン
- クリス・ロック
- ジョン・コルタジャレナ

この他にマドンナの息子二人も出演している。

## トラック・リスト
デジタル・ダウンロード
1. Bitch I'm Madonna (featuring Nicki Minaj) - 3:47

リミックスEP
1. Bitch I'm Madonna (Fedde le Grand Remix) - 3:55
2. Bitch I'm Madonna (Rosabel's Bitch Move Mix) - 7:05
3. Bitch I'm Madonna (Sander Kleinenberg Remix) - 4:58
4. Bitch I'm Madonna (Junior Sanchez Remix) - 5:10
5. Bitch I'm Madonna (Oscar G 305 Dub) - 8:44
6. Bitch I'm Madonna (Sick Individuals Remix) - 5:07
7. Bitch I'm Madonna (Dirty Pop Remix) - 5:11
8. Bitch I'm Madonna (Flechette Remix) - 3:21
9. Bitch I'm Madonna (Oscar G Bitch Beats) - 8:44
10. Bitch I'm Madonna (Rosabel's Bitch Move Dub) - 7:35